# لوکاس استیج
لوکاس استیج (انگلیسی: Lukas Stagge؛ زادهٔ ۱۱ مهٔ ۱۹۹۷) بازیکن فوتبال اهل آلمان است.
از باشگاه‌هایی که در آن بازی کرده‌است می‌توان به باشگاه فوتبال هالشر اشاره کرد.